# Leopold Sautter
Leopold Sautter (* 25. Mai 1897 in Frankfurt am Main; † 7. Mai 1979 in Karlsruhe) war ein deutscher Architekt, der insbesondere als Fachmann für die Fachgebiete Wärmeschutz und Schallschutz im Hochbau galt.

## Ausbildung und erste Berufstätigkeit
Sautter besuchte zunächst das Wöhler-Realgymnasium in Frankfurt am Main und absolvierte 1916 die Reifeprüfung. Aufgrund einer schweren Knieverletzung war er seit dem 7. Lebensjahr schwer behindert und somit vom Militärdienst befreit. Nach dem Abitur studierte er bis zur Diplom-Hauptprüfung (erste Staatsprüfung) 1923 an der Technischen Hochschule Darmstadt Architektur. Bis 1926 dauerte sein Referendariat als Regierungsbauführer, davon 1½ Jahre im Kreisbauamt Darmstadt, ein Jahr im Architekturbüro von Kurt Friedenberg in Kronberg im Taunus und das letzte halbe Jahr beim hessischen Ministerium der Finanzen in Darmstadt. Nach der bestandenen zweiten Staatsprüfung wurde er 1926 zum Regierungsbaumeister (Assessor) ernannt.

## Wissenschaftliche Arbeit
Ab Oktober 1926 bis Juli war er Bautechnischer Berater der Torfoleum-Werke Eduard Dyckerhoff in Poggenhagen bei Hannover und begann gleichzeitig eine schriftstellerische und Vortrags-Tätigkeit über bauwissenschaftliche Fragen, besonders über Gesundheitstechnik im Bauwesen. In diesem Zusammenhang wurde er ab August 1929 Leiter der Ständigen Bauwelt-Musterschau. Ab April übernahm er zusätzlich die Schriftleitung der Bauwelt für alle Fragen der Bautechnik und Berufserziehung.
Nach der nationalsozialistischen Machtübernahme übernahm er mehrere ehrenamtliche Tätigkeiten:
- ab 1935: Reichsbauberater des Deutschen Jugendherbergswerks im Stab der Reichsjugendführung sowie Lektor des Fachbuch-Zentrallektorats im Reichsministerium für Volksaufklärung und Propaganda und bei der DAF in Verbindung mit dem Hauptamt Schrifttum (Amt Rosenberg), mit der Reichspropagandaleitung der NSDAP und der Reichswirtschaftskammer zur weltanschaulichen und fachlichen Prüfung von Büchern aus dem gesamten Gebiet des Bauwesens, insbesondere der Baugrundwissenschaften und des Holzbaues
- ab 1936: Beauftragter des Landeskulturwalters Gau Berlin, Landesleiter für bildende Künste Heinz Lederer[2], für die technisch-wissenschaftliche Schulung der Architekten im Bau Berlin
- Lektor des Hauptamtes Schrifttum beim Beauftragten des Führers für die Überwachung der gesamten geistigen und weltanschaulichen Schulung und Erziehung der NSDAP (Amt Rosenberg) zur Prüfung der weltanschaulichen Haltung und künstlerischen oder fachlichen Leistung an folgenden Gebieten: Bücher über Baukunst und verwandte Gebiete, Kunst- und Baufach-Zeitschriften, Lyrik, erzählendes Schrifttum
- Beauftragter des Landeskulturwalters Gau Berlin, Landesleiter für bildende Künste Heinz Lederer, für den Kreis VI des Gaues Berlin für die künstlerische Gestaltung von Feiern der NSDAP innerhalb des Kreises
- ab 1939 Beauftragter des Landeskulturwalters Gau Berlin, Landesleiter für bildende Künste Heinz Lederer, für den Kreis VI des Gaues Berlin für Fragen der bildenden Kunst.

Ab dem 1. Januar 1942 wechselte Sautter die Arbeitsstelle und wurde Mitarbeiter der Wirtschaftlichen Forschungsgesellschaft, im Lauf des gleichen Jahres stellvertretender Abteilungsleiter der Abteilung B – „Typung und Normung“ (ab 1944 Abteilung V.) der Deutschen Akademie für Wohnungswesen e.V. (DAW) unter Abteilungsleiter Prof. Dr. Hans Spiegel. Sautters Arbeitsgebiet blieb der Schall- und Wärmeschutz im Hochbau, gleichfalls war er maßgeblich an der Entwicklung des Behelfsheims des Deutschen Wohnungshilfswerks beteiligt. Ab November 1944 erhielt er den Auftrag, innerhalb der DAW als Abteilung VII ein bauphysikalisches Laboratorium aufzubauen.
Nach dem Zweiten Weltkrieg blieb Sautter zunächst in Berlin; für die Bauausstellung „Constructa“ in Hannover 1951 plante er die dortige Ausstellungshalle „ABC des Bauens“. Ab März 1952 erhielt er zunächst für ein halbes Jahr einen Lehrauftrag der Technischen Hochschule Hannover, übernahm aber ab Herbst des Jahres die Leitung der Abteilung Bau- und Wohnberatung des Landesgewerbeamts Baden-Württemberg in Stuttgart. Bis zu seiner Pensionierung war er für acht Jahre Lehrbeauftragter der Technischen Hochschule Stuttgart und erhielt im Oktober 1957 eine Einladung für Gastvorlesungen an der Technischen Fakultät der Universität Sarajevo, insbesondere zu den Themenbereichen „Schall-, Wärme- und Feuchtigkeitsschutz“ und „Einrichtung von Küchen und Bädern“. Weiterhin bearbeitete er in mehreren Sommern der 1960er Jahre in Ankara die Wärmeschutzbestimmungen der Türkei. Nach seiner Pensionierung war Sautter weiter als Fachberater und -autor tätig.

## Schriften (Auswahl)
- Wärme- und Schall-Schutz im Hochbau. (erweiterter Sonderdruck aus Lehre vom neuen Bauen von Eduard Jobst Siedler, ergänzt um Beispiele der Berechnung des Wärmeschutzes und um Tafeln der Dämmstoffe) Bauwelt-Verlag, Berlin 1933.
- Wärmeschutz und Feuchtigkeitsschutz im Hochbau. Lipfert, Berlin 1948.
- Kalksand-Hohlblöcke. Bauverlag, Wiesbaden 1952.
- Das grosse ABC des Bauens. (2 Bände: Baustoffe / Bauteile) 1953.
- Schallschutz im Wohnungsbau. Bauwelt-Verlag, Berlin 1953.
- Der Voll-Wärmeschutz. Eine wichtige Voraussetzung für wirtschaftliches Heizen. Vulkan-Verlag, Essen 1963.